# سكوت فورد
سكوت فورد هو لاعب هوكي الجليد كندي، ولد في 24 ديسمبر 1979 في فورت سانت جون في كندا.

## وصلات خارجية
- سكوت فورد على موقع دوري الهوكي الوطني (الإنجليزية)
- سكوت فورد على موقع EliteProspects.com (الإنجليزية)
- سكوت فورد على موقع HockeyDB.com (الإنجليزية)